# De Ruijter (Lebensmittelhersteller)

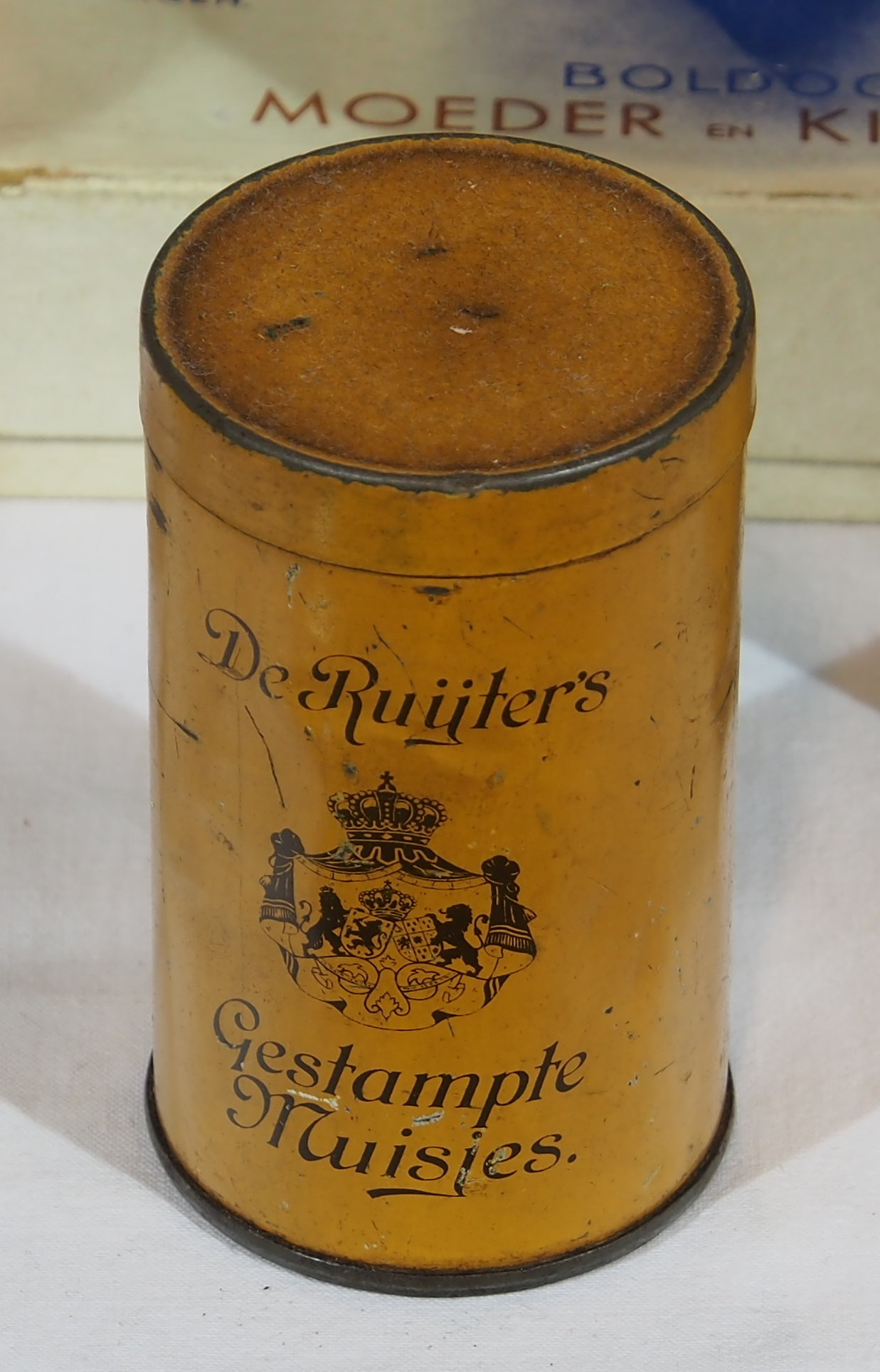
Alte Dose mit Gestampte Muisjes (feiner Zucker mit Anis)

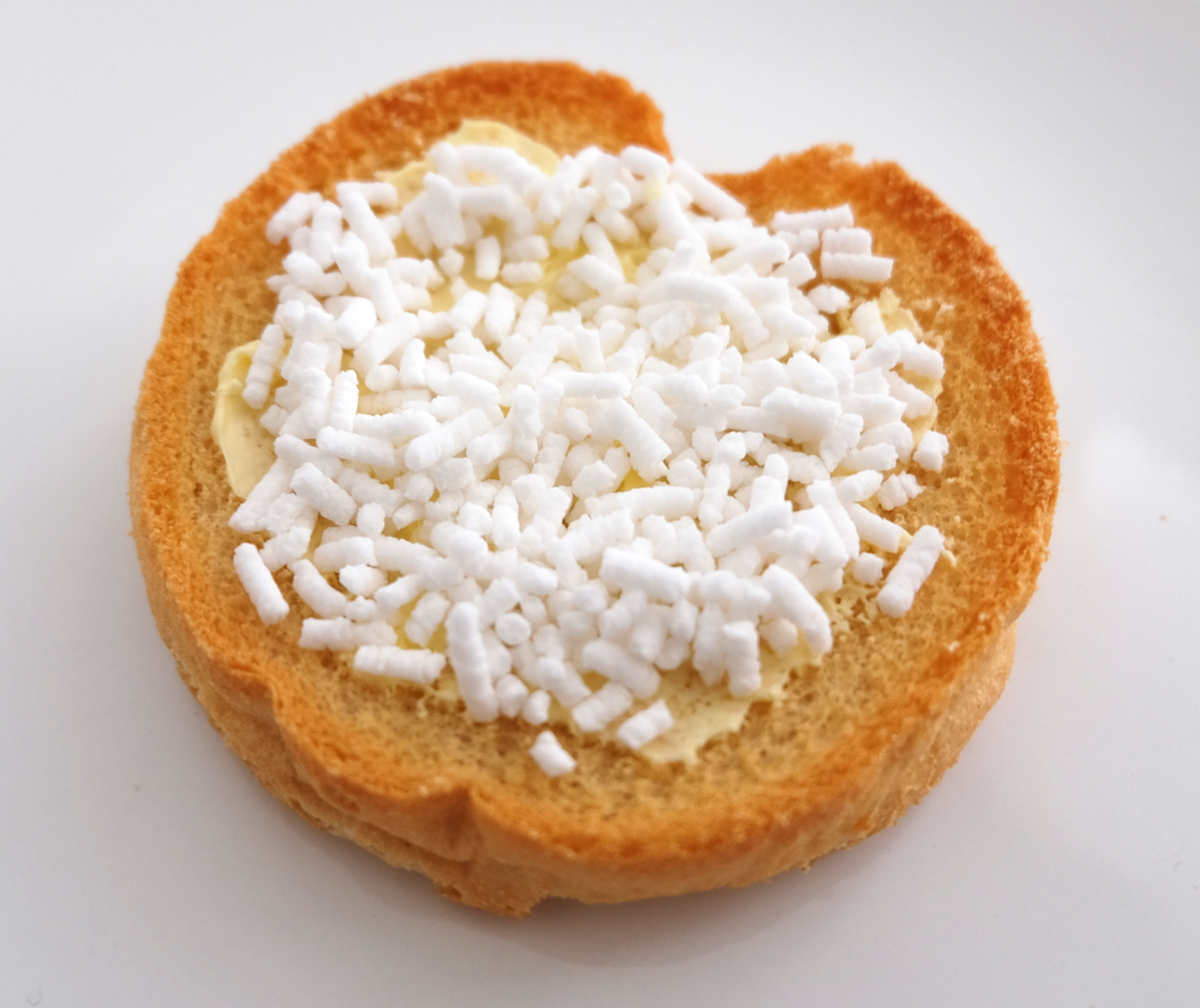
Gezuckerte Anisstreusel

Koninklijke De Ruijter ist ein niederländischer Produzent landestypischer Brotbeläge wie Hagelslag (Schokostreusel), Vruchtenhagel (farbige Zuckerstreusel mit Aromen), Muisjes (gezuckerte Anissamen), Schokoflocken, Anijshagel (längliche Anisstreusel) und Gestampte Muisjes (in etwa feiner Zucker mit Anis).

## Geschichte

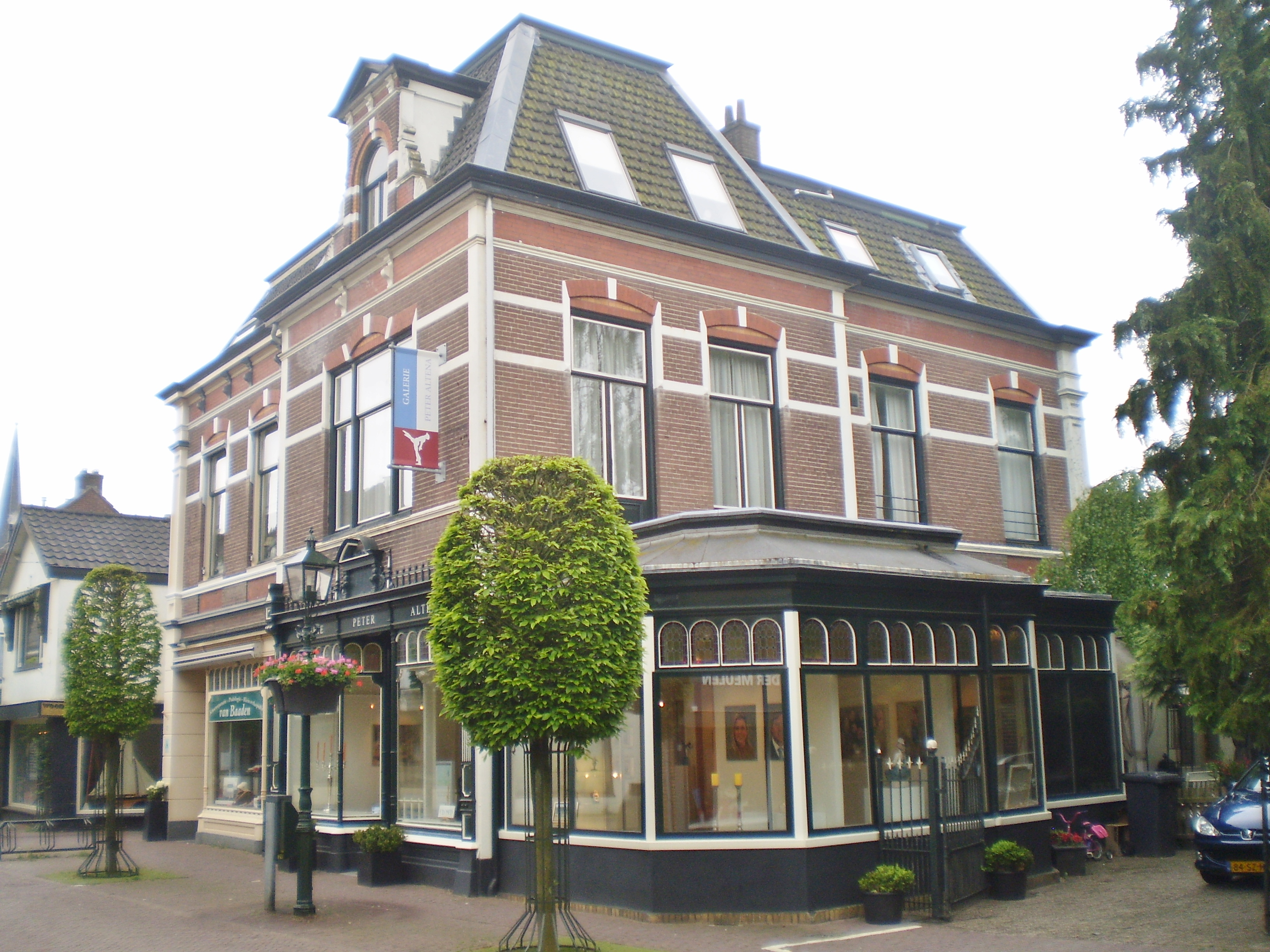
Brinkstraat 27 in Baarn, der alte Firmensitz De Ruijters

Gegründet wurde De Ruijter 1860 in der Brinkstraat der niederländischen Gemeinde Baarn durch Cornelis Rutgerus de Ruijter (1836–1884).
1928 entstand in der d’Aulnis de Bourouilllaan in Baarn ein Fabrikationsgebäude. De Ruijter begann hier mit der Produktion von Anijsblokjes und Vruchtenhagel. 1946 erfolgte der erste Exportauftrag von Vruchtenhagel an die niederländische Armee in Niederländisch-Indien. 1951 wandelte sich die Betriebsform in eine Aktiengesellschaft und man änderte den Namen zu „P. De Ruijter en Zn. N.V.“. 1955 wurde die Schokoladenfabrik Van Campen aus Alkmaar übernommen und man begann mit der Produktion von Schokoflocken. 1957 wurde die Schokoladenfabrik Erven de Jong  aus Wormerveer übernommen und damit hatte man auch deren bekanntes Standardprodukt Chocoladehagelslag.
1983 wurde De Ruijter nun seinerseits übernommen durch CSM N.V. De Ruijter nahm 1990 die Firmen Zwaardemaker (aus Maarssen), Roosvicee (Fruchtsäfte und Sirups) (ursprünglich aus Veenendaal) und Venz (aus Vaassen) in seinen Konzern. 2001 erfolgte seitens CSM der Verkauf von Koninklijke De Ruijter zusammen mit Hak, Scholten-Honig und weiteren Marken an Heinz. De Ruijter verlegte 2007 seinen Betrieb von Baarn in die Fabrikationsanlagen von Heinz in Utrecht. 2015 vereinigte sich Heinz mit dem Konkurrenten Kraft Foods Group und wurde zur Kraft Heinz Company.

## Hoflieferant
König Willem III. erklärte De Ruijter 1883 zum Hoflieferanten. 1985 erhielt das Unternehmen anlässlich seines 125-jährigen Bestehens das Predicaat Koninklijk.
Das Prädikat „koninklijk“ wird niederländischen Unternehmen oder Organisationen verliehen, die bestimmte Bedingungen bei Alter (mindestens 100 Jahre) und seriösem Auftreten erfüllen. Ferner muss eine nationale Bedeutung mit herausragender Stellung gegeben sein, vorzugsweise mit internationaler Ausrichtung. Gemeint ist auch die Größe des Unternehmens und Anzahl der Beschäftigten.

## Trivia
- Anlässlich der Geburt von Prinzessin Beatrix im Jahr 1938 brachte Cornelis de Ruijter eine übergroße Dose mit orangefarbenen Muisjes (Anisstreusel) raus und begründete damit eine niederländische Esstradition.[6][7]